# Sojuz 7K-OK
Sojuz 7K-OK è stata la prima versione del veicolo spaziale Sojuz, progettato dalla Agenzia Spaziale Sovietica. Essa permetteva l'alloggiamento di 3 persone di equipaggio e l'energia era fornita tramite dei pannelli fotovoltaici. La prima missione con equipaggio fu la sfortunata Sojuz 1 che terminò con la morte del cosmonauta a bordo.

## Missioni senza equipaggio e di test
- Cosmos 133
- Cosmos 140
- Cosmos 186
- Cosmos 188
- Cosmos 212
- Cosmos 213
- Cosmos 238
- Sojuz 2

## Missioni con equipaggio
- Sojuz 1
- Sojuz 3
- Sojuz 4
- Sojuz 5
- Sojuz 6
- Sojuz 7
- Sojuz 8
- Sojuz 9